# Samuel Ersson
Samuel Ersson (Falun, Suecia, 20 de octubre de 1999) es un jugador profesional sueco de hockey sobre hielo que se desempeña en la posición de guardameta en Philadelphia Flyers, equipo de la National Hockey League (NHL).

## Carrera
Fue seleccionado en la quinta ronda en la NHL Entry Draft de 2018. En 2022 hizo su debut profesional con el equipo Philadelphia Flyers, donde lleva jugando dos temporadas.